# John Berger
John Peter Berger (Londres, 5 de novembre de 1926 - París, 2 de gener de 2017) fou un crític d'art, pintor i escriptor anglès. Entre les seves obres més conegudes destaquen G., guanyadora del premi Booker el 1972, i l'assaig d'introducció a la crítica de l'art Ways of Seeing.

## Biografia
Berger era fill d'un jueu convertit al cristianisme que després de servir com a oficial durant la Primera Guerra Mundial, abandonà el desig de ser sacerdot, però no la fe. Del seu pare, segons el mateix Berger, n'heretà el talent per la pintura i certa moralitat de soldat que sempre ha intentat imitar.
Als setze anys es va escapar del St. Edward's School d'Oxford, decidit a estudiar art i «veure dones despullades». Obtingué una beca per a estudiar a la Central School of Art de Londres, tot i que poc després s'enrolaria a l'exèrcit britànic, al qual va servir entre el 1944 i el 1946.
Acabada la guerra, va reprendre els seus estudis a la Chelsea School of Art, amb una altra beca, aquest cop concedida pel mateix exèrcit. Entre el 1948 i el 1955 impartí classes de dibuix a la mateixa escola on Henry Moore en feia d'escultura. Durant aquest període establí vincles amb el Partit Comunista britànic i no va trigar a publicar articles en el Tribune, on escriuria sota l'estricta supervisió de George Orwell. El 1951 va començar un període de col·laboració amb la revista New Statesman, treball que es perllongarà durant deu anys i en el qual es revela com a crític d'art marxista i defensor del realisme. El seu humanisme marxista i les seves inconformistes opinions d'art modern el van convertir, ja de bon principi, en una figura molt controvertida.
Als trenta anys decidí deixar de pintar per dedicar-se completament a l'escriptura. No perquè, segons ell mateix, dubtés del seu talent com a pintor, sinó perquè la urgència de la situació política en què vivia (en plena guerra freda) semblava que requeria d'ell que es posés a escriure. El 1958 va publicar la seva primera novel·la, A Painter of Our Time. En l'obra relata la vida d'un pintor hongarès exiliat a Londres. L'evident compromís polític de la novel·la i el realisme amb què narra —usant sempre la primera persona— va fer pensar a molts que es tractava d'un diari íntim i no de simple ficció. El llibre va estar a la venda durant un mes, fins que l'editoral retirà la novel·la de les llibreries. Més tard s'ha sabut que aquesta retirada es va fer sota pressió del Congress for Cultural Freedom, una associació d'advocats anticomunistes.
El 1960 publicà Permanent Red, volum que recull una selecció dels articles publicats al New Statesman. El llibre, de caràcter divulgatiu i escrit en prosa quasi poètica, explica la seva percepció de l'art, especialment de la pintura, adreçat a qui vol entendre l'art o crear-ne.
Berger continuà escrivint: novel·la, assaig, articles de premsa, poesia, guions de cinema —amb l'Alain Tanner— i fins i tot obres de teatre; entretant, decidí d'emigrar voluntàriament a un poble dels Alps. S'ha dit sovint que el que provocà l'autoexili fou la vocació de ser un «escriptor europeu», però més tard Berger va confessar que no es trobava bé en el Londres d'aquella època, un lloc en què no encaixava.
El 1972, la BBC va emetre una sèrie de televisió que va ser seguida amb la publicació del text Ways of Seeing (traduïda al català com a Maneres de mirar), que va marcar tota una generació de crítics d'art i s'ha convertit en llibre de text de les escoles britàniques, on reprenia moltes de les idees de The Work of Art in the Age of Mechanical Reproduction, article de Walter Benjamin del 1936. Aquell mateix any de 1972, Berger guanya inesperadament el prestigiós premi Booker amb la seva novel·la G., i donà la meitat dels diners del premi al Black Panther Party britànic.
Al llarg dels anys vuitanta, va publicant esglaonadament la trilogia Into Their Labours (composta per Pig Earth, Once in Europe i Lilac and Flag), en la qual va estar treballant durant quinze anys i en la qual entoma el canvi que estem experimentant amb el pas de la vida rural a la urbana. En Pig Earth ens anuncià una investigació sobre una manera de vida que trigarà menys d'un segle a desaparèixer, la vida camperola. A Once In Europe relatà els amors que origina una vida d'aquest tipus i, finalment, en Lilac and Flag acompanyem la següent generació a una existència a la gran ciutat cosmopolita. Però la investigació s'estén cap a aspectes formals i en llegir-ho som testimonis de la recerca d'una veu amb què relatar aquest excepcional esdeveniment de la humanitat.
El volum About Looking (1980) (publicada en català amb el títol Mirar) inclou un capítol important, «Why Look at Animals?», que és citat per nombrosos estudiosos en el camp interdisciplinari dels estudis sobre animals.
En l'elecció dels temes sobre els quals escrivia, John Berger seguí evidenciant fins al final de la seva vida el seu compromís amb l'escriptura com a mitjà de lluita política. Es pot comprovar, per exemple, en The Shape Of A Pocket, que inclou una correspondència amb el subcomandant Marcos, també en To The Wedding, que gira a l'entorn de la sida, o en King, un relat de la vida dels «sense sostre», a més de la seva col·laboració persistent com a articulista en la premsa de molts països. Malgrat que amb el pas del temps va agafar certa distància respecte de les seves primeres postures polítiques, per exemple, respecte al seu suport als règims soviètics, l'any 2005 acabava un dels seus articles, «Ten Dispatches About Place»: «Sí, entre altres coses, encara soc marxista.»

## Obres

### Ficció
- A Painter of Our Time (1958)[7]
- The Foot of Clive (1962)[8]
- Corker's Freedom (1964)[8]
- G. (1972)[9]
- Into Their Labours trilogy (1991): Pig Earth (1979), Once in Europa (1987), Lilac and Flag (1990)[10][9]
- To the Wedding (1995)[7]
- King: A Street Story (1999)[10]
- From A to X (2008)[11]

### Obres de teatre
- A Question of Geography (amb Nella Bielski) (1987)[12][13]
- Les Trois Chaleurs (1985)[14]
- Boris (1983)[15]
- Goya's Last Portrait (amb Nella Bielski) (1989)[16]

### Guions de pel·lícula
- Jonah Who Will Be 25 in the Year 2000 (amb Alain Tanner) (1976)[9][17]
- La Salamandre (The Salamander) (amb Alain Tanner) (1971)[18]
- Le Milieu du monde (The Middle of the World) (amb Alain Tanner) (1974)[18]
- Play Me Something (with Timothy Neat) (1989)[19]
- Une ville à Chandigarh (A City at Chandigarh) (1966)[20]

### Poesia
- Pages of the Wound (1994)[21]
- Collected Poems (2014)[22]

### No-ficció
- Marcel Frishman (amb George Besson) (1958)[21]
- Permanent Red (1960)[21] (Publicat als EUA en forma alterada el 1962 com a Toward Reality: Essays in Seeing)
- The Success and Failure of Picasso (1965)[9][17]
- A Fortunate Man (amb Jean Mohr) (1967)[21]
- Art and Revolution: Ernst Neizvestny And the Role of the Artist in the U.S.S.R (1969)[21]
- The Moment of Cubism and Other Essays (1969)[21]
- The Look of Things: Selected Essays and Articles (1972)[21]
- Ways of Seeing[9] (amb Mike Dibb, Sven Blomberg, Chris Fox and Richard Hollis) (1972)
- A Seventh Man (amb Jean Mohr) (1975)[17]
- About Looking (1980)[17]
- Another Way of Telling (amb Jean Mohr) (1982)[21]
- And Our Faces, My Heart, Brief as Photos (1984)[21]
- The White Bird (titulat als EUA: The Sense of Sight) (1985)[21]
- Keeping a Rendezvous (1992)[21]
- The Sense of Sight (1993)[23]
- Albrecht Dürer: Watercolours and Drawings (1994)[24]
- Titian: Nymph and Shepherd (amb Katya Berger) (1996)[21]
- Photocopies (1996)[8]
- Isabelle: A Story in Shorts (amb Nella Bielski) (1998)[21]
- At the Edge of the World (amb Jean Mohr) (1999)[25]
- Selected Essays (editat per Geoff Dyer) (2001)[21]
- The Shape of a Pocket (2001)[21]
- I Send You This Cadmium Red: A Correspondence between John Berger and John Christie (amb John Christie) (2001)[26]
- My Beautiful (amb Marc Trivier) (2004)[27]
- Berger on Drawing (2005)[28]
- Here is Where We Meet (2005)[7]
- Hold Everything Dear: Dispatches on Survival and Resistance (2007; 2nd ed. 2016)[29]
- The Red Tenda of Bologna (2007)[30]
- War with No End (amb Naomi Klein, Hanif Kureishi, Arundhati Roy, Ahdaf Soueif, Joe Sacco i Haifa Zangana) (2007)[31]
- Meanwhile (2008)[32]
- Why Look at Animals? (2009)[33]
- From I to J (amb Isabel Coixet) (2009)[34]
- Lying Down to Sleep (amb Katya Berger) (2010)[35]
- Railtracks (amb Anne Michaels) (2011)[36]
- Bento's Sketchbook (2011)[37]
- Cataract (amb Selçuk Demirel) (2012)[38]
- Understanding a Photograph (editat per Geoff Dyer) (2013)[39]
- Daumier: The Heroism of Modern Life (2013)[40]
- Flying Skirts: An Elegy (amb Yves Berger) (2014)[41]
- Portraits: John Berger on Artists (editat per Tom Overton) (2015)[16]
- Cuatro horizontes: Una visita a la capilla de Ronchamp de Le Corbusier (Four Horizons) (amb Sister Lucia Kuppens, Sister Telchilde Hinkley i John Christie) (2015)[42]
- Lapwing & Fox (Converses entre John Berger i John Christie) (2016)[43]
- Confabulations (Assaigs) (2016)[17]
- Landscapes: John Berger on Art (editat per Tom Overton) (2016)[44]
- John by Jean: Fifty Years of Friendship (editat per Jean Mohr) (2016)[45]
- A Sparrow's Journey: John Berger Reads Andrey Platonov (CD: 44:34 & llibre de 81 pàgines, escrit amb Robert Chandler i Gareth Evans), London: House Sparrow Press in association with the London Review Bookshop (2016)[46]
- Smoke (amb Selçuk Demirel) (2017)
- Seeing Through Drawing  (amb John Christie) (2017). El llibre, publicat per OBJECTIF, inclou nous textos de i sobre John Berger a més d'una secció de catàleg d'imatges, informació i històries dels artistes convidats a l'exposició principal, celebrada del 8 de juliol al 26 d'agost de 2017 a la Mandell's Gallery, Norwich. Conté dues seqüències inèdites de correspondència sobre art i comunicacions entre John Berger i la seva filla Katya Berger Andreadakis juntament amb homenatges i històries de: Anne Michaels, Yves Berger, Eulàlia Bosch, Geoff Dyer, Gareth Evans, Paul Gordon i Tom Overton. El llibre també inclou una recopilació d'escrits sobre l'art i la pràctica del dibuix recollits per John Christie, de la crítica d'art, la ficció, els assaigs i les cartes de John Berger.
- What Time Is It? (amb Selçuk Demirel) (editat per Maria Nadotti) (2019)
- Swimming Pool (amb Leon Kossoff) (Introducció de Deborah Levy. Postfaci de Yves Berger. Textos de John Berger seleccionats per Teresa Pintó. Disseny del llibre de John Christie) (2020)

### Pel·lícules
- The Seasons in Quincy: Four Portraits of John Berger (2016), amb Tilda Swinton, Colin MacCabe, Christopher Roth i Bartek Dziadosz.

## Llibres publicats en català
- D'A a X (Edicions de 1984, 2008).[47]
- Amb l'esperança entre les dents (Edicions de 1984, 2010).
- Maneres de mirar (Edicions de 1984, 2011).
- Poemes escollits (Edicions de 1984, 1984 Poesia, 2019).